# Division 1 1943/44
Die Division 1 1943/44 war die fünfte Austragung der französischen Fußballliga während des Zweiten Weltkriegs, der Besetzung Frankreichs durch die deutsche Wehrmacht und der nachfolgenden Aufteilung des nach Annexion von Elsass und Teilen Lothringens verbleibenden Gebietes in eine freie, eine besetzte und eine verbotene Zone (Zone libre, Zone occupée, Zone interdite). Diese sogenannten „Kriegsmeisterschaften“ (Championnats de guerre) zwischen 1939 und 1945 zählen – anders als im Landespokalwettbewerb – nicht als offizielle Wettbewerbe, und die jeweiligen Sieger einer von deren Spielzeiten haben demzufolge auch keinen offiziellen Titel gewonnen.
Die diesjährige Austragung wies eine Besonderheit auf, die es in der Vorsaison noch nicht gegeben hatte und die bereits zur folgenden Spielzeit auch wieder abgeschafft wurde. Sämtliche Vereinsmannschaften wurden durch sogenannte „Bundesauswahlen“ (Équipes fédéraux) ersetzt, die jeweils nach einer – teilweise historischen – Landschaft benannt wurden. Insgesamt entstanden 16 solcher Auswahlmannschaften, die das gesamte Land abdecken sollten; dabei entstanden auch Teams in Gegenden, in denen Fußball bis dahin kaum auf höchstem Niveau in Erscheinung getreten war, etwa in Clermont-Ferrand und Grenoble.
Die Spieler rekrutierten sich in aller Regel aus einem oder zwei Vereinen aus vergleichsweise nahe beieinander liegenden Städten; sie waren allerdings keine Berufsfußballer mehr, sondern Angestellte der für Sportangelegenheiten zuständigen Abteilung der französischen Vichy-Regierung, die sie auch bezahlte. Die sportliche Leitung der Auswahl lag bei einem Präsidenten eines der beteiligten Klubs, die nicht aufgelöst worden waren, aber nur noch unter Amateurbedingungen weiterarbeiten durften.
Hintergrund für diese Neuordnung war die Ablehnung des professionellen Sports durch das Vichy-Regime, das schon zuvor versucht hatte, seinen bei Sportlern und Sportanhängern unpopulären Standpunkt in kleinen Schritten durchzusetzen, etwa durch die Herabsetzung der Spieldauer von 90 auf 80 Minuten oder die Anweisung, dass jeder Profiverein mindestens vier Amateure einsetzen müsse. Verantwortlich für diese Maßnahmen war das Comité national des sports unter Leitung von Colonel Pascot, anfangs Sportdirektor und ab 1942 in der Nachfolge von Jean Borotra Generalkommissar für Erziehung und Sport, somit de facto Minister.

## Saisonverlauf
Es galt die Zwei-Punkte-Regel; bei Punktgleichheit gab der Torquotient den Ausschlag für die Platzierung.
Der Saison-Erste aus dem Artois, der sich überwiegend aus Spielern von Racing Lens zusammensetzte, die ein Jahr zuvor Sieger in der Nordstaffel geworden waren, erwies sich als relativ heimschwach; in seinen Spielen vor eigenem Publikum holte er nur neun Siege und insgesamt 20 Punkte, während die Elf auswärts elfmal gewann und dort 23 Zähler auf der Habenseite aufwies. Noch krasser fiel dieser Vergleich beim Tabellenvierten Paris-Île-de-France aus: lediglich vier Heimsiegen und 15 Punkten standen zehn Siege in den gegnerischen Stadien (dort 22 Pluspunkte) gegenüber. Am Ende des Gesamtklassements fanden sich erwartungsgemäß und mit großem Rückstand die Auswahlmannschaften aus der Dauphiné und der Auvergne wieder, zu denen sich mit Montpellier-Languedoc eine Équipe Fedérale gesellte, mit der so weit unten nicht unbedingt gerechnet worden war.
Den Saisonverlauf kennzeichneten wiederholt Begleiterscheinungen der Kriegs- und Besatzungssituation. So litten die meisten Auswahlen unter einem Mangel an einer ausreichenden Zahl von an dieses Niveau gewöhnten Spielern; das führte beispielsweise dazu, dass Rennes-Bretagne mit Jean Batmale einen 47-jährigen und Nancy-Lorraine mit Paul Wartel einen 41-jährigen Fußballer einsetzen mussten. Ein anderes Problem war, dass die Reisemöglichkeiten von der Verfügbarkeit und Zuverlässigkeit von Bahnverbindungen – gegen die sich auch immer wieder Aktionen der Résistance richteten – abhingen, was die Fahrten- und Spielplanung häufig erschwerte. Deshalb musste Lens-Artois Mitte Juni 1944 zwei Begegnungen an zwei aufeinanderfolgenden Tagen austragen, trat zunächst in Lyon und auf dem Rückweg auch noch in Nancy an. Schließlich sorgten auch Fliegeralarme für Störungen des Spielbetriebes: Ende Oktober 1943 erfolgte der Anpfiff einer Begegnung zwischen Paris und Nancy erst nach der Entwarnung und mit einstündiger Verspätung. Das Stade Félix-Bollaert in Lens musste wegen der Bombengefahr Anfang 1944 sogar mehrfach komplett gesperrt werden.
Die hierunter nach Graham – von dem auch die Einzelergebnisse in der Kreuztabelle stammen – abgebildete Abschlusstabelle deckt sich nicht vollständig mit derjenigen aus Guillet/Laforge, denen zufolge fünf Spiele gar nicht ausgetragen wurden, drei davon alleine mit Beteiligung von Toulouse. Allerdings geben Letztere keinerlei Einzelresultate an. Für die Richtigkeit von Grahams Daten spricht, dass beispielsweise die Einzelergebnisse für Reims exakt mit denen aus einer weiteren Quelle übereinstimmen; bezüglich Marseille bestätigt ein anderer Titel die Gesamtpunktzahl, gibt aber Marseilles Platzierung wie Guillet/Laforge (Rang 9) an. Deren Abweichungen gegenüber Graham bezüglich der Platzierungen und der Punktzahlen werden unten am rechten Rand des Abschlussklassements aufgeführt.

### Tabelle
| Pl. | Verein                    | Sp. | S  | U | N  | Tore    | Quote | Punkte |
| --- | ------------------------- | --- | -- | - | -- | ------- | ----- | ------ |
| 1.  | ÉF Lens-Artois            | 30  | 20 | 3 | 7  | 095:410 | 2,32  | 43:17  |
| 2.  | ÉF Lille-Flandres         | 30  | 18 | 4 | 8  | 078:440 | 1,77  | 40:20  |
| 3.  | ÉF Paris-Capitale         | 30  | 18 | 3 | 9  | 083:500 | 1,66  | 39:21  |
| 4.  | ÉF Paris-Île-de-France    | 30  | 14 | 9 | 7  | 047:330 | 1,42  | 37:23  |
| 5.  | ÉF Bordeaux-Guyenne       | 30  | 14 | 7 | 9  | 051:510 | 1,00  | 35:25  |
| 6.  | ÉF Toulouse-Pyrénées      | 30  | 13 | 6 | 11 | 085:620 | 1,37  | 32:28  |
| 7.  | ÉF Rennes-Bretagne        | 30  | 12 | 8 | 10 | 058:590 | 0,98  | 32:28  |
| 8.  | ÉF Reims-Champagne        | 30  | 12 | 7 | 11 | 064:520 | 1,23  | 31:29  |
| 9.  | ÉF Nice-Côte-d'Azur (a)   | 30  | 12 | 7 | 11 | 050:430 | 1,16  | 31:29  |
| 10. | ÉF Marseille-Provence (a) | 30  | 14 | 3 | 13 | 050:420 | 1,19  | 31:29  |
| 11. | ÉF Nancy-Lorraine         | 30  | 11 | 9 | 10 | 068:820 | 0,83  | 31:29  |
| 12. | ÉF Rouen-Normandie        | 30  | 10 | 9 | 11 | 050:600 | 0,83  | 29:31  |
| 13. | ÉF Lyon-Lyonnais          | 30  | 11 | 3 | 16 | 049:620 | 0,79  | 25:35  |
| 14. | ÉF Clermont-Auvergne      | 30  | 5  | 8 | 17 | 045:860 | 0,52  | 18:42  |
| 15. | ÉF Montpellier-Landuedoc  | 30  | 6  | 3 | 21 | 045:850 | 0,53  | 15:45  |
| 16. | ÉF Grenoble-Dauphiné      | 30  | 4  | 3 | 23 | 033:990 | 0,33  | 11:49  |

Platzierungskriterien: 1. Punkte – 2. Torquotient

### Kreuztabelle
|                          | Bor Guy | Cle Auv | Gre Dau | Len Art | Lil Fla | Lyo Lns | Mar Pro | Mon Lan | Nan Lor | Nic CdA | Par Cap | Par ÎdF | Rei Cha | Ren Bre | Rou Nor | Tou Pyr |
| ÉF Bordeaux-Guyenne      |         | 7:2     | 3:0     | 1:0     | 1:2     | (b)     | 2:2     | 5:2     | 3:2     | 3:3     | 3:1     | 1:0     | 4:2     | 3:1     | 1:1     | 0:3     |
| ÉF Clermont-Auvergne     | 1:1     |         | 4:0     | 3:4     | 0:4     | 4:1     | 0:3     | 1:5     | 2:2     | 0:0     | 1:8     | 0:1     | 4:0     | 0:1     | 1:1     | 2:1     |
| ÉF Grenoble-Dauphiné     | 1:1     | 7:0     |         | 0:8     | 0:1     | 1:4     | (c)     | 0:2     | 1:5     | 1:2     | 1:4     | 2:3     | 1:0     | 1:1     | 2:2     | 2:1     |
| ÉF Lens-Artois           | 4:0     | 3:1     | 7:3     |         | 0:1     | 6:1     | 1:0     | 5:0     | 1:2     | 7:1     | 2:4     | 2:3     | 4:1     | 1:0     | 0:0     | 3:3     |
| ÉF Lille-Flandres        | 1:0     | 7:1     | 4:1     | 0:4     |         | 3:1     | 4:2     | 8:0     | 8:1     | 2:1     | 6:2     | 2:1     | 2:1     | 0:1     | 2:3     | 2:2     |
| ÉF Lyon-Lyonnais         | 1:2     | 2:1     | 2:1     | 1:2     | 0:3     |         | 1:4     | 4:1     | 1:3     | 3:0     | 3:1     | 0:2     | 0:3     | 1:2     | 3:1     | 7:3     |
| ÉF Marseille-Provence    | 4:0     | 4:0     | 1:2     | 2:3     | 3:1     | 0:2     |         | 2:1     | 7:1     | 0:5     | 0:2     | 0:2     | 2:1     | 1:0     | 3:1     | 1:1     |
| ÉF Montpellier-Languedoc | 0:2     | 3:3     | 1:0     | 7:0     | 4:3     | 0:0     | 0:2     |         | 4:0     | 1:3     | 1:5     | 1:1     | 1:6     | 1:3     | 1:2     | 2:3     |
| ÉF Nancy-Lorraine        | 1:1     | 2:2     | 3:1     | 2:5     | 3:3     | 3:3     | 3:0     | 2:1     |         | 1:0     | 5:3     | 0:2     | 5:1     | 6:3     | 2:2     | 4:2     |
| ÉF Nice-Côte-d’Azur      | 1:2     | 1:1     | 3:1     | 0:3     | 2:1     | 1:0     | 4:0     | 7:0     | 0:0     |         | 1:3     | 2:1     | 1:1     | 3:1     | 3:0     | 1:1     |
| ÉF Paris-Capitale        | 4:0     | 1:3     | 6:0     | 1:2     | 5:1     | 1:2     | 1:0     | 1:0     | 5:1     | 1:1     |         | 2:3     | 4:2     | 4:1     | 5:2     | 2:1     |
| ÉF Paris-Île-de-France   | 0:1     | 2:2     | 3:1     | 1:1     | 2:0     | 4:1     | 0:1     | 2:1     | 2:2     | 0:1     | 0:0     |         | 1:1     | 1:1     | 1:1     | 1:3     |
| ÉF Reims-Champagne       | 2:0     | 3:0     | 8:2     | 1:4     | 0:2     | 1:1     | 1:0     | 3:2     | 5:2     | 2:1     | 0:0     | 0:0     |         | 6:1     | 1:2     | 1:1     |
| ÉF Rennes-Bretagne       | 2:0     | 3:2     | 8:1     | 2:1     | 3:3     | 0:3     | 0:0     | 4:2     | 2:2     | 2:1     | 5:1     | 0:2     | 2:2     |         | 3:3     | 1:1     |
| ÉF Rouen-Normandie       | 1:1     | 3:2     | 2:0     | 0:6     | 0:0     | (b)     | 2:1     | 3:0     | 5:0     | 2:0     | 2:3     | 2:3     | 0:4     | 2:3     |         | 0:2     |
| ÉF Toulouse-Pyrénées     | 7:0     | 6:2     | 7:0     | 0:6     | 0:2     | 3:1     | 1:2     | 5:1     | 7:3     | 3:1     | 1:3     | 2:3     | 3:5     | 5:2     | 7:2     |         |

## Die Spieler des Siegers
Während der Saison waren folgende 16 Spieler zum Einsatz gekommen: Eugène Battut, Caron, Charles Creteur, Théodore Dabrowski, Henri Evin, Charles Fougnies, Arthur Fruleux, René Gouillard, Ignacy Gruchala, Michel Lewandowski, Anton Marek, Marcel Ourdouillé, Riviere, „Siklo“ (Ladislas Smid), „Stanis“ (Stefan Dembicki) und Marceau Stricanne.

## Erfolgreichste Torschützen
| Pl. | Spieler                  | Auswahl        | Tore |
| --- | ------------------------ | -------------- | ---- |
| 1   | Stefan „Stanis“ Dembicki | Lens-Artois    | 41   |
| 2   | René Bihel               | Lille-Flandres | 38   |
| 3   | Émile Bongiorni          | Paris-Capitale | 37   |